# 横歩取り3三角
| 9  | 8  | 7  | 6  | 5  | 4  | 3  | 2  | 1  |    |
| 香 | 桂 | 銀 | 金 | 王 |    | 銀 | 桂 | 香 | 一 |
|    |    |    |    |    |    | 金 |    |    | 二 |
| 歩 |    | 歩 | 歩 | 歩 | 歩 | 角 |    | 歩 | 三 |
|    |    |    |    |    |    | 飛 |    |    | 四 |
|    |    |    |    |    |    |    |    |    | 五 |
|    | 飛 | 歩 |    |    |    |    |    |    | 六 |
| 歩 |    |    | 歩 | 歩 | 歩 | 歩 |    | 歩 | 七 |
|    | 角 | 金 |    |    |    |    |    |    | 八 |
| 香 | 桂 | 銀 |    | 玉 | 金 | 銀 | 桂 | 香 | 九 |

横歩取り3三角（よこふどりさんさんかく）は将棋の戦法の一つ。横歩取りの戦型における後手番の一手法。「横歩取り空中戦法」または内藤国雄が考案したことから内藤流とも呼ばれる。

## 概要
初手から、▲7六歩△3四歩▲2六歩△8四歩▲2五歩△8五歩▲7八金△3二金▲2四歩△同歩▲同飛△8六歩▲同歩△同飛▲3四飛となり、ここまでは横歩取りの基本図。ここで後手が△3三角と上がる。
△3三角の直接的な意味は、▲3四飛と取った局面において、このまま放置すると▲2二角成とされた場合に△同銀▲3二飛成または△同金▲3一飛成で駒得された上に竜を作られ、序盤早々敗勢に陥るため、後手はこの筋を受ける必要があるからである。なお、△3三角ではなく△3三桂と跳ぶと横歩取り3三桂という別の戦型となる。
先手は歩得しているものの、後手も飛車を早く活用できるため形勢は互角であるとみなされ、現在でも愛好者は多く、後述する中座流の流行ともあいまって、トッププロ間の対戦においても現在でもよくみられる戦型となっている。

## 歴史
プロ間での一号局は、1969年の、第15期棋聖戦5番勝負第2局で、中原誠棋聖（当時）に挑戦した内藤国雄八段が採用した。内藤はこのときのことを著書において回想し、対振り飛車と矢倉の名手であった中原の得意戦法を避け、未知の世界での勝負に引きずり込むためであったと述べている。
内藤の指し方がそのまま定跡となり、しばらくは空中戦法と称される激しい攻め合いがこの戦型の特徴であったが、先手が中住まいに構えて後手の速攻を封じる指し方が登場し、後手の側にも修正が迫られるようになった。やがて中原誠が内藤流と中原囲いをミックスさせた新戦法を開発し一時代を築いたが、先手側の対策が進行した結果これも衰退した。後に飛車を8四の浮き飛車ではなく8五の高飛車に構える中座流（横歩取り8五飛）が登場し、丸山忠久や渡辺明らトップ棋士が好んで採用する流行戦法として三度復活を遂げた。現在では中座流に対する先手の対策が進み、以前ほどの人気はなくなったが、一部の棋士が細かい試行錯誤を積み重ねてなおも指し続けられている。

### 2一角の攻め
| 9  | 8  | 7  | 6  | 5  | 4  | 3  | 2  | 1  |    |
| 香 | 桂 | 銀 | 金 | 王 |    |    | 角 | 香 | 一 |
|    |    |    |    |    |    | 金 | 銀 |    | 二 |
| 歩 |    | 歩 | 歩 | 歩 | 歩 | 桂 |    |    | 三 |
|    | 飛 |    |    |    |    |    |    | 歩 | 四 |
|    |    |    |    |    |    |    |    |    | 五 |
|    |    | 歩 |    |    |    |    | 飛 |    | 六 |
| 歩 | 歩 |    | 歩 | 歩 | 歩 | 歩 |    | 歩 | 七 |
|    | 銀 | 金 | 玉 |    |    |    |    |    | 八 |
| 香 | 桂 |    |    |    | 金 | 銀 | 桂 | 香 | 九 |

中原対内藤の横歩取り3三角は1973年（昭和48年）の第14期王位戦第二局でも現れる。この将棋は図1のとおり後手の左桂が3三にあがってできた2一の空間に先手が持ち駒の角行を打ち込む2一角型と呼ばれる戦型で、通常は先手の手順は少し無理筋とされている。ただし図1の局面では通常先手から▲3三角成△同桂▲2一角とするが、王位戦では先手が▲3三角成の前に▲6八玉をいれ、後手から△8八角成▲同銀△3三桂としているため、通常と違って▲8八銀と▲6八玉が入っており、中原は本局の感想ではこの形ならば成立するのではないかとみて、決行したとしている。以下は△4二玉▲3二角成△同玉▲4二金△2一玉▲2三歩△1三銀と進むが、終始先手が苦しい展開となる。
1983年には、『将棋世界』7月号の企画「定跡実験室」にて、永作芳也が悪いとされている先手側をもって、伊藤果と対戦。ただし指定局面は▲3三角成△同桂▲2一角とするため、▲7九銀・▲5九玉型となっている。そしてこの企画当時すでに棋戦では先手が悪く切れ筋という認識で、ほとんど現れない指し方であった。
先手の永作は実際に指してみて、先手が良くなったと感じる局面が一度もなく、やはりこの指し方では先手の無理筋は否めないとしているが、後手側も王将が常に危険な状態にあるため、一手一手の指し手には細心の注意が必要で、楽に勝てるわけではないとしている。

## 竹部スペシャル
| 9  | 8  | 7  | 6  | 5  | 4  | 3  | 2  | 1  |    |
| 香 | 桂 | 銀 | 金 | 王 |    | 銀 | 桂 | 香 | 一 |
|    |    |    |    |    |    | 金 |    |    | 二 |
| 歩 |    | 歩 | 歩 | 歩 | 歩 | 龍 |    | 歩 | 三 |
|    |    |    |    |    |    |    |    |    | 四 |
|    |    |    |    |    |    |    |    |    | 五 |
|    | 飛 | 歩 |    |    |    |    |    |    | 六 |
| 歩 |    |    | 歩 | 歩 | 歩 | 歩 |    | 歩 | 七 |
|    | 角 | 金 |    |    |    |    |    |    | 八 |
| 香 | 桂 | 銀 |    | 玉 | 金 | 銀 | 桂 | 香 | 九 |

横歩取り3三角以下は▲3六飛のほかに、▲5八玉の青野流と▲6八玉なら勇気流が知られる。それぞれ一局であるが、図のように△3三角に▲3三飛成と飛車を切る手段もある。アマ強豪で観戦記者の柿沼昭治が竹部さゆりに教え、以降竹部が一時期この手を連採したことで「竹部スペシャル」と呼ばれている。
▲３三同飛成のあとは△同桂▲７七角打と角を重ね打ち。以下、△８二飛や△７六飛と逃げれば、▲３三角成△同金▲同角成△４二銀▲１一馬で、三枚替えをくらうという仕組み。△8九飛成は▲8八馬で龍を召し取られる。したがって、△８八飛成として、二枚角を緩和。以下▲同銀であると、△2七飛は▲2八歩△2六飛成▲9六歩なので、△2八歩とし、以下▲同銀△2七歩▲同銀△2八飛で、7八の金と銀、桂の両取りをくらう。したがって、▲8八同角としておく。特に、▲9六歩と△9四歩の付き合いがあると▲9五歩△同歩▲9二歩で、これを△同歩ならば、▲9一飛が生じる。
▲8八同角以下は、△2七飛に、飛成をゆるさずに▲2八飛とする。これに△2六歩ならば▲8二歩△同銀▲2六同飛△同歩成▲2一飛。次に▲3三角成があるので、△4五桂に▲2二角成から▲3一馬。したがって、△2六歩ではなく△2八同飛成▲同銀△2七歩。これを▲同銀と取ると、△2八歩や△4五桂。▲3九銀には△2一飛から△2八角を狙う反撃が生じる。

## 文献
- 所司和晴『横歩取りガイド』
- 所司和晴『横歩取りガイドⅡ』
- 羽生善治『羽生の頭脳〈9〉激戦!横歩取り』
- 羽生善治『羽生の頭脳10―最新の横歩取り戦法』
- 中原誠『横歩取り中原流』
- 勝又清和『消えた戦法の謎』
- 深浦康市『これが最前線だ!―最新定跡完全ガイド (最強将棋塾)』
- 所司和晴『横歩取り道場〈第1巻〉~(第7巻〉(東大将棋ブックス)』
- 深浦康市『最前線物語(最強将棋21) 』
- 深浦康市『最前線物語2(最強将棋21) 』
- 村山慈明『最新戦法必勝ガイド―これが若手プロの常識だ (MYCOM将棋ブックス)』
- 勝又清和『最新戦法の話(最強将棋21)』
- 村山慈明『マイコミ将棋BOOKS アマの知らない最新定跡』